# 防锈涂料
防锈涂料是用于防止金属件（例如金属管道）生锈的一类涂料。防锈涂料能保护金属的表面不受大气或是海水所产生的化学以及电化学腐蚀。金属表面涂上防锈涂料后可以不生锈，不发生氧化反应，免受到各种腐蚀，有效地延长金属件的使用寿命。

## 种类
防锈涂料又可以分成物理性防锈涂料和化学性的防锈涂料等。
- 物理性防锈涂料：如铁红、铝粉等防锈涂料。
- 化学性的防锈涂料：如红丹等。在管道设备中，化学性的防锈涂料使用得比较多。

根据所用的介质，防锈涂料又可分为油性防锈涂料和水性防锈涂料，提倡使用水性的防锈涂料。
- 沥青：沥青是以前比较常见的防水防腐涂料，常用的有油沥青和焦油沥青等。焦油沥青多用于管道设备的防腐。
- 银粉：银粉实际上是铝粉，只是具有银色的外观，涂布后具有银白色的金属光泽，因此银粉加入清漆或是汽油稀释后，涂布在管道设备的表面作为面漆。
- 环氧类管道设备防腐涂料
- 丙烯酸类管道设备防腐涂料
- 氯化橡胶防腐涂料
- 耐高温的特种管道设备防腐涂料
- 粉末涂料。